# Gastro-entérologie
La gastro-entérologie, ou gastroentérologie, est la spécialité médicale qui étudie le système digestif et ses maladies. L'hépatologie en est une branche importante.

## Champs de compétences

### Champ général
La gastro-entérologie s'intéresse aux maladies, anomalies congénitales et dysfonctionnements de l'ensemble du tube digestif, de la bouche (glandes salivaires) à l'anus, en passant par les organes digestifs intra-abdominaux que sont le foie, les voies biliaires et le pancréas (excepté dans sa fonction endocrine, qui relève de l'endocrinologie). Si la gastro-entérologie est une spécialité médicale, les médecins la pratiquant réalisent couramment des actes techniques, comme les endoscopies digestives (par exemple œso-gastro-duodénoscopie et colonoscopie) et des gestes utilisant des techniques de radiologie interventionnelle (par exemple les cholangiographies).
Les principales maladies et troubles digestifs sont :
- Reflux gastro-œsophagien (RGO)
- Calculs biliaires
- Maladie cœliaque
- Syndrome de l'intestin irritable (SII)
- Maladie de Crohn
- Colite ulcéreuse
- Gastrite
- Ulcère gastro-duodénal
- Tumeurs bénignes et malignes (cancers) du système digestif
- Pancréatite
- Hépatite
- Cirrhose
- Diverticulite
- Hernie hiatale
- Œsophagite
- Achalasie de l'œsophage
- Varices œsophagiennes
- Dyspepsie

### Surspécialisation
La proctologie, qui se focalise sur le segment anorectal, et l’hépatologie, consacrée aux voies hépato-(pancréato-)biliaires, en constituent des sous-spécialités, de même que la cancérologie digestive ou le traitement des maladies inflammatoires de l'intestin. Il est également possible de se spécialiser plus spécifiquement sur certains gestes et techniques, comme l'écho-endoscopie digestive ou l'endoscopie interventionnelle. La prise en charge des patients greffés, en particulier du foie, est également un domaine de spécialisation.

## Histoire
C'est au milieu du XIXe siècle, avec l'école anatomo-clinique, que surviennent les premières avancées en gastro-entérologie. En 1851, 11 % des médecins parisiens sont spécialisés en gastro-entérologie, contre 35 % en 1905, puis 52 % en 1935. Devant cette prolifération, en 1949, le Conseil National de l'Ordre des Médecins restreint l'exercice via  une commission de qualification pour les praticiens déjà installés et par un certificat d'études spécialisées pour les nouveaux diplômés.
La gastro-entérologie a été formalisée en tant que spécialité médicale distincte à partir du début du xxe siècle.

## Cursus

### En France
On accède à la spécialité après l'Examen National Classant, par un diplôme d'études spécialisées. Dix semestres d'internat doivent être validés.

## Principales revues scientifiques
Les revues médicales internationales de rang A comprennent entre autres, :
- Gastroenterology
- Gut (en)
- Journal of Hepatology (en)
- Hepatology
- The Lancet Gastroenterology and Hepatology (en)